# 12. ročník udílení Critics' Choice Television Awards
12. ročník udílení cen Critics' Choice Television Awards se konal dne 9. ledna 2022 v hotelu Fairmont Century Plaza Hotel v Kalifornii. Nominace byly oznámeny dne 6. prosince 2021. Ceremoniál byl vysílán stanicemi The CW a byl moderován hercem Tayem Diggsem a komičkou Nicole Byer.

## Vítězové a nominovaní
Tučně jsou označeni vítězové.
| Nejlepší seriál | Nejlepší seriál |
| Nejlepší komediální seriál | Nejlepší dramatický seriál |
| --- | --- |
| Ted Lasso (Apple TV+) - Veliká (Hulu) - Hacks (HBO Max) - Nesvá (HBO) - Only Murders in the Building (Hulu) - The Other Two (HBO Max) - Reservation Dogs (FX on Hulu) - Co děláme v temnotách (FX) | Boj o moc (HBO) - Evil (Paramount+) - For All Mankind (Apple TV+) - Dobrý boj (Paramount+) - Pose (FX) - Hra na oliheň (Netflix) - Tohle jsme my (NBC) - Yellowjackets (Showtime) |
| Nejlepší limitovaný seriál | Nejlepší televizní film |
| Mare z Easttownu (HBO) - Dopesick (Hulu) - Dr. Death (Peacock) - Byl by to hřích (HBO Max) - Služka (Netflix) - Půlnoční mše (Netflix) - Podzemní železnice (Prime Video) - WandaVision (Disney+) | Oslo (HBO) - Come from Away (Apple TV+) - List of a Lifetime (Lifetime) - Mapa dokonalých maličkostí (Prime Video) - Robin Roberts Presents: Mahalia (Lifetime) - Zoey's Extraordinary Christmas (The Roku Channel) |
| Nejlepší talk-show | Nejlepší stand-up comedy speciál |
| John Oliver: Co týden dal a vzal (HBO) - The Amber Ruffin Show (Peacock) - Desus & Mero (Showtime) - The Kelly Clarkson Show (NBC / Syndicated) - Late Night with Seth Meyers (NBC) - Watch What Happens Live with Andy Cohen (Bravo) | Bo Burnham: Inside (Netflix) - Good Timing with Jo Firestone (Peacock) - James Acaster: Cold Lasagne Hate Myself 1999 (Vimeo) - Joyelle Nicole Johnson: Love Joy (Peacock) - Nate Bargatze: The Greatest Average American (Netflix) - Trixie Mattel: One Night Only (YouTube) |
| Nejlepší cizojazyčný film | Nejlepší animovaný seriál |
| Hra na oliheň (Netflix) - Acapulco (Apple TV+) - Chci mluvit se svým agentem! (Netflix) - Lupin (Netflix) - Papírový dům (Netflix) - Narcos: Mexiko (Netflix) | Co kdyby...? (Disney+) - Big Mouth (Netflix) - Bluey (Disney Junior) - Bobovy burgery (Fox) - The Great North (Fox) - Jednotka Q (Netflix) |
| Nejlepší herectví v komediálním seriálu | |
| Nejlepší herec | Nejlepší herečka |
| Jason Sudeikis jako Ted Lasso – Ted Lasso (Apple TV+) - Iain Armitage jako Sheldon Cooper – Malý Sheldon (CBS) - Nicholas Hoult jako Peter III – Veliká (Hulu) - Steve Martin jako Charles-Hade Savage – Only Murders in the Building (Hulu) - Kayvan Novak jako Nandor – Co děláme v temnotách (FX) - Martin Short jako Oliver Putnam – Only Murders in the Building (Hulu)               | Jean Smart jako Deborah Vance – Hacks (HBO Max) - Elle Fanning jako Kateřina Veliká – Veliká (Hulu) - Renée Elise Goldsberry jako Wickie – Girls5eva (Peacock) - Selena Gomez jako Mabel Mora – Only Murders in the Building (Hulu) - Sandra Oh jako Ji-Yoon Kim – Vedoucí katedry (Netflix) - Issa Rae jako Issa Dee – Nesvá (HBO) |
| Nejlepší herec ve vedlejší roli | Nejlepší herečka ve vedlejší roli |
| Brett Goldstein jako Roy Kent – Ted Lasso (Apple TV+) - Ncuti Gatwa jako Eric Effiong – Sexuální výchova (Netflix) - Harvey Guillén jako Guillermo de la Cruz – Co děláme v temnotách (FX) - Brandon Scott Jones jako Isaac Higgintoot – Ghosts (CBS) - Ray Romano jako Herbert Green – Made for Love (HBO Max) - Bowen Yang v různých rolích– Saturday Night Live(NBC)                    | Hannah Waddingham jako Rebecca Welton – Ted Lasso (Apple TV+) - Kristin Chenoweth jako Mildred Layton – Schmigadoon! (Apple TV+) - Hannah Einbinder jako Ava Daniels – Hacks (HBO Max) - Molly Shannon jako Pat Dubek – The Other Two (HBO Max) - Cecily Strong v různých rolích – Saturday Night Live (NBC) - Josie Totah jako Lexi Haddad-DeFabrizio – Saved By the Bell (Peacock)                                                       |
| Nejlepší herectví v dramatickém seriálu | |
| Nejlepší herec | Nejlepší herečka |
| Lee Jung-jae jako Seong Gi-hun – Hra na oliheň (Netflix) - Sterling K. Brown jako Randall Pearson – Tohle jsme my (NBC) - Mike Colter jako David Acosta – Evil (Paramount+) - Brian Cox jako Logan Roy – Boj o moc (HBO) - Billy Porter jako Pray Tell – Pose (FX) - Jeremy Strong jako Kendall Roy – Boj o moc (HBO)                                                                      | Melanie Lynskey jako Shauna – Yellowjackets (Showtime) - Uzo Aduba jako Dr. Brooke Taylor – V odborné péči (HBO) - Chiara Aurelia jako Jeanette Turner – Cruel Summer (Freeform) - Christine Baranski jako Diane Lockhart – Dobrý boj (Paramount+) - Katja Herbers jako Dr. Kristen Bouchard – Evil (Paramount+) - Mj Rodriguez jako Blanca Rodriguez – Pose (FX)                                                                          |
| Nejlepší herec ve vedlejší roli | Nejlepší herečka ve vedlejší roli |
| Kieran Culkin jako Roman Roy – Boj o moc (HBO) - Nicholas Braun jako Greg Hirsch – Boj o moc (HBO) - Billy Crudup jako Cory Ellison – The Morning Show (Apple TV+) - Justin Hartley jako Kevin Pearson – Tohle jsme my (NBC) - Matthew Macfadyen jako Tom Wambsgans – Boj o moc (HBO) - Mandy Patinkin jako Hal Wackner – Dobrý boj (Paramount+)                                           | Sarah Snook jako Siobhan Roy – Boj o moc (HBO) - Christine Lahti jako Sheryl Luria – Evil (Paramount+) - Andrea Martin jako sestra Andrea– Evil (Paramount+) - Audra McDonald jako Liz Reddick – Dobrý boj(Paramount+) - J. Smith-Cameron jako Gerri Kellman – Boj o moc (HBO) - Susan Kelechi Watson jako Beth Pearson– Tohle jsme my (NBC)                                                                                               |
| Nejlepší herectví v televizní filmu/limitovaném seriálu | |
| Nejlepší herec | Nejlepší herečka |
| Michael Keaton jako Dr. Samuel Finnix – Dopesick (Hulu) - Olly Alexander jako Ritchie Tozer – Byl by to hřích (HBO Max) - Paul Bettany jako Vision – WandaVision (Disney+) - William Jackson Harper jako Marcus Watkins – Love Life (HBO Max) - Joshua Jackson jako Christopher Duntsch – Dr. Death (Peacock) - Hamish Linklater jako otec Paul Hill – Půlnoční mše (Netflix)              | Kate Winslet jako Marianne Sheehan – Mare z Easttownu (HBO) - Danielle Brooks jako Mahalia Jackson – Robin Roberts Presents: Mahalia (Showtime) - Cynthia Erivo jako Aretha Franklin – Génius - Aretha (National Geographic) - Thuso Mbedu jako Cora Randall – Podzemní železnice (Prime Video) - Elizabeth Olsen jako Wanda Maximoff / Scarlet Witch – WandaVision (Disney+) - Margaret Qualley jako Alexandra Russell – Služka (Netflix) |
| Nejlepší herec ve vedlejší roli | Nejlepší herečka ve vedlejší roli |
| Murray Bartlett jako Armond – Bílý lotos (HBO) - Zach Gilford jako Riley Flynn – Půlnoční mše (Netflix) - William Jackson Harper jako Royal – Podzemní železnice (Prime Video) - Evan Peters jako detektiv Colin Zabel – Mare z Easttownu (HBO) - Christian Slater jako Randall Kirby – Dr. Death (Peacock) - Courtney B. Vance jako C. L. Franklin – Génius- Aretha (National Geographic) | Jennifer Coolidge jako Tanya McQuoid – Bílý lotos (HBO) - Kaitlyn Dever jako Betsy Mallum – Dopesick (Hulu) - Kathryn Hahn jako Agatha Harkness – WandaVision (Disney+) - Melissa McCarthy jako Frances Welty – Úplně cizí lidé (Hulu) - Julianne Nicholson jako Lori Ross – Mare z Easttownu (HBO) - Jean Smart jako Helen Fahey – Mare z Easttownu (HBO)                                                                                 |